# Бикрова
Бикрова ( туркм. Bekrewe) — название бывшего посёлка в окрестностях города Ашхабада. Сейчас входит в состав Ашхабада (Безмеинский этрап), но сохраняет своё старое название.
Холмистая местность с зелёным поясом (гёк гушак) из хвойных деревьев, посаженных в начале 2000-х годов,  Питомник растений, технологический центр (на месте бывшего института солнечной энергии), военный гарнизон, школа № 70 (бывшая № 14), начальных классов № 3 и бывший коневодческий завод.